# Austropotamobius
Austropotamobius é um género de crustáceos decápodes de água doce da família Astacidae, originário da Europa, que inclui três espécies extantes. A partir do registo fóssil foi descrita uma espécie, considerada extinta, cujo fóssil conhecido foi datado do Barremiano.

## Espécies
O género Austropotamobius contém as seguintes espécies:
- Austropotamobius llopisi (Via, 1971) †
- Austropotamobius italicus (Faxon, 1914)
- Austropotamobius pallipes (Lereboullet, 1858)
- Austropotamobius torrentium (Schrank, 1803) — stone crayfish